# L'Orient (Vaud)
Pour les articles homonymes, voir L'Orient.
L'Orient est une fraction de la commune du Chenit, née de la division de celle-ci, créée en 1904. Elle est située dans le district du Jura-Nord vaudois dans le canton de Vaud en Suisse.
Code postal : 1341.

## Géographie
L'Orient est un village-rue situé sur la rive droite de l'Orbe.

## Histoire
Dès 1640, les habitants se consacrèrent à l'agriculture et à l'élevage. L'horlogerie change radicalement la vie de la population, surtout lors de la création de manufactures (Nouvelle Lémania en 1884, Valdar en 1914).
Au début du XXIe siècle, le conseil administratif de la fraction (cinq membres) prélève des impôts, gère le patrimoine immobilier, l'éclairage public et l'urbanisme. Il relève directement du préfet.

## Domaine skiable
Le domaine skiable de L'Orient fait partie du regroupement de quatre stations de ski de la Vallée de Joux. L'Orient dispose d'une piste éclairée pour la pratique du ski nocturne.

## Littérature
Le poète et boxeur Arthur Cravan a souvent séjourné à L'Orient dans son enfance. Il évoque le village dans une ébauche d'Autobiographie.

### Source
- « L'Orient » dans le Dictionnaire historique de la Suisse en ligne.